# Strandesia
Genre
Strandesia est un genre de crustacés de la classe des ostracodes, de la sous-classe des Podocopa, de l'ordre des Podocopida, du sous-ordre des Cypridocopina, de la famille des Cyprididae, de la sous-famille des Cypricercinae et de la tribu des Cypricercini.

## Liste des espèces
- Strandesia bicuspis (Claus, 1892)
- Strandesia caudata Klie, 1939
- Strandesia clorocelis Anichini Pini, 1967
- Strandesia flavescens Klie, 1932
- Strandesia mulargiae Anichini Pini, 1967
- Strandesia reticulata (Daday, 1898)
- Strandesia spinulosa Bronstein, 1958
- Strandesia tonolli Moroni, 1961
- Strandesia vavrai (G. W. Müller, 1898)
- Strandesia vinciguerrae (Masi, 1905)

Nom en synonymie
- Strandesia elegans, un synonyme de Cypricercus elegans